# Godvergeten
Pour plus de détails, voir Fiche technique et Distribution.
Godvergeten, (en français : « Les oubliés de Dieu  »), est un film documentaire belge diffusé, en septembre 2023, par la chaîne flamande Vlaamse Radio- en Televisieomroeporganisatie. Godvergeten est réalisé par Ingrid Schildermans et Ibbe Daniël, des témoins y révèlent les agressions sexuelles par des membres du clergé belge.

## Présentation
En 2019, le prêtre belge Rik Devillé publie In naam van de Vader (« Au nom du père », éditions EPO, non traduit), il y présente 101 témoignages de victimes d'abus sexuels au sein de l'Église catholique en Belgique. Cet ouvrage conduit au  documentaire : Godvergeten (« Les oubliés de Dieu  ») basé notamment sur le travail de Rik Devillé.
Godvergeten comprend quatre épisodes diffusés hebdomadairement à partir du 5 septembre 2023 par la chaîne publique flamande Vlaamse Radio- en Televisieomroeporganisatie (VRT). Le documentaire révèle l’importance des agressions sexuelles commises par des membres du clergé belge sur des enfants pendant des décennies. Des dizaines de témoins évoquent « des récits bruts, glaçants, bouleversants, d’abus commis dans des paroisses, des internats, des mouvements de jeunesse… ».
Dans le cadre de l'affaire Roger Vangheluwe, Mark Vangheluwe, neveu de l'évêque Roger Vangheluwe, abusé par son oncle dès l'âge de 5 ans, révèle que le cardinal Godfried Danneels lui a demandé de taire ces agressions, prétextant la retraite prochaine de Roger Vangheluwe. Il a aussi exprimé sa compassion pour ce dernier, mais rien pour Mark Vangheluwe,.

## Diffusions
Le documentaire Godvergeten est diffusé en septembre 2023 par la chaîne publique flamande Vlaamse Radio- en Televisieomroeporganisatie (VRT). Puis en novembre 2023, la Radio-télévision belge de la Communauté française (RTBF) diffuse, pour le public francophone, le documentaire en version originale sous-titrée dans le cadre d'une émission traitant les abus sexuels dans l'Église catholique en Belgique. Le réalisateur et écrivain Jean Marc Turine participe à cette émission, il y présente les agressions sexuelles qu'il a subies au sein du collège Saint-Michel à Bruxelles,.

## Réactions

### Politiques
Annelies Verlinden, ministre de l'Intérieur au sein du gouvernement De Croo considère que l’église de ce documentaire « n’a absolument rien à voir avec les valeurs catholiques romaines qui m’ont été inculquées »,.
Une commission parlementaire fédérale s’est constituée pour traiter ce sujet de société. La commission est présidée par Sophie De Wit, elle doit, jusqu’au 31 mars 2024, établir un bilan sur les actions judiciaires de ces affaires et sur les conséquences « pour les victimes et pour la société ».

### Autorités religieuses
À la suite de la diffusion du documentaire Godvergeten, l'évêque Johan Bonny critique la génération précédente des responsables catholiques, comme l'évêque Godfried Danneels, qui n'a pas traité correctement ces affaires. Ainsi quand le prêtre Rik Devillé a donné des centaines de témoignages de victimes d'agressions sexuelles au sein de l'Église catholique Belge, celle-ci est restée inerte. Par ailleurs, Johan Bonny demande des « réformes systémiques » avec par exemple  la participation des femmes et des laïcs, mais aussi la co-responsabilité.
La conférence épiscopale de Belgique indique avoir recensé en 2023 plus de 14 000 demandes de radiation des registres du baptême. Les évêques belges attribuent ces demandes par le « dégoût pour les abus sexuels dans l'Église catholique et la culture du silence » en particulier après la diffusion du documentaire Godvergeten .

### Victimes alléguées
Entre l'automne 2023 (dates de diffusion de Godvergeten) et février 2024, l’Église catholique belge a reçu près de 220 signalements pour violences sexuelles commises par des religieux. À savoir 180 cas pour la région néerlandophone et 39 cas pour la région francophone. Mia De Schamphelaere, coordinatrice des points de contact flamands, indique : « Il ne s’agit pas que de nouveaux signalements de victimes. Il y avait aussi des demandes d’informations, des signalements de l’entourage ou de la part d’enfants de parents aujourd’hui décédés ».